# 鎌田正蔵
鎌田 正蔵（かまた まさぞう、1913年 - 1999年）は、日本の洋画家、シュールレアリズム（超現実主義）運動画家。

## 来歴
- 1913年 島根県松江市北堀に生まれる
- 1917年 福島県田村郡三春町に移る（三春町を故郷と表している）
- 1927年 旧制田村中学校（現福島県立田村高等学校）へ入学
- 1934年 東京美術学校（東京藝術大学）油画科入学、岡田三郎助教室に学ぶ（同級生に杉全直・若松光一郎・土橋淳・鈴木新夫・1年後輩に佐藤忠良）
- 1937年 東京美術学校油画科同級生の石原寿市、加藤太郎、杉全直らと共に同人会（後の貌）を起草
- 1938年 東京美術学校（東京藝術大学）油画科卒業、貌の同人誌[JEUX D`ESPRIT]を発行 応召～1945年復員
- 1946年 若松光一郎、熊坂太郎、鈴木新夫、柴田善澄、柴田左千雄らと共に同人会（後の新青会）を結成
- 1947年 福島県立安積女子高等学校教諭となる
- 1948年 第2回福島県総合美術展で特選・福島県知事賞受賞
- 1952年 新制作協会展（現新制作協会）に入選、以後1998年まで毎年出品
- 1954年 郡山市豊田町に自身で設計した住居、アトリエが落成
- 1956年 第20回新制作協会展で新作家賞受賞、協友となる
- 1966年 第30回新制作協会展で会員に推挙される
- 1968年 福島県立安積女子高等学校教諭を退職。郡山女子大学教授となる
- 1973年 若松光一郎と南ヨーロッパに旅行岩谷徹(フランス パリ)訪問
- 1976年 ギリシャ旅行（古代ギリシャ美術研究）
- 1977年 ｢現代美術のパイオニア｣展（東京セントラル美術館）
- 1978年 サンチャゴ巡礼の旅（ロマネスク美術研究）サンティアゴ・デ・コンポステーラ
- 1979年 若松光一郎と東ドイツ旅行、岩谷徹（フランス パリ）訪問
- 1981年 ｢‘81東北現代美術の状況｣展（福島県文化センター）
- 1982年 三春町清水にアトリエ落成
- 1982年 鎌田正蔵展－あるフォルムの探究に向かって（東京六本木・ストライプハウス美術館・現ストライプハウスギャラリー）
- 1984年 ｢現代東北美術の状況｣展（福島県立美術館）
- 1984年 第1回アトリエ展〔個展三春町自宅アトリエ〕
- 1994年 郡山市文化功労賞受賞
- 1985年 ｢東京モンパルナス(池袋モンパルナス)・シュールレアリスム｣展（板橋区立美術館）
- 1990年 ｢日本のシュールレアリスム｣展（名古屋市美術館）
- 1994年 鎌田正蔵作品展－黒い絵（郡山・GALLERY觀）
- 1994-1998年 NEW WAVE おのまち展（小野町ふるさと文化の館美術館）[1]
- 1996年 画業60年－鎌田正蔵展（郡山市立美術館）｢ふくしまの美術 昭和のあゆみ｣展[2]（福島県立美術館）
- 1998年 ｢磐越の美術－伝統と革新｣展（いわき市立美術館）
- 1999年 7月15日85歳死去、鎌田正蔵追悼展（郡山市立美術館多目的スタジオ）
- 2000年 ｢TOHOKU／TOKYO 1925～1945｣展（板橋区立美術館）（宮城県美術館）｢グループ〈貌〉とその時代｣展（郡山市立美術館）
- 2006年 ｢夢のなかの自然－昭和初期のシュルレアリスムから現代の絵画へ｣展（群馬県立館林美術館）
  - 鎌田正蔵、鈴木新夫、若松光一郎展（いわき・アートスペースエリコーナ）
- 2010年 鎌田正蔵展（いわき・アートスペースエリコーナ）

## 作品の主な収蔵先
福島県立美術館、郡山市立美術館、小野町ふるさと文化の館美術館

## 作家グループ〈貌〉
- グループ「貌（ぼう）」は、1937年（昭和12年）東京美術学校油画科在籍中の学生が、国外のシュルレアリスム運動に触発されて結成した昭和8年入学の同期生中心のグループ。
- メンバーは、鎌田正蔵、杉全直、加藤太郎、高橋善八、杉原正巳、山本占太郎、福留五郎、日向裕、石原寿市、山元恵一、白瀧彰彦、若松光一郎

## 書籍
- グループ〈貌〉とその時代展図録（郡山市立美術館 編集：杉原聡/菅野洋人 2000年11月11日、181×257mm 本文186頁）[3]
- 【JEUX D'ESPRIT】（郡山市立美術館 編集：杉原聡/菅野洋人、2000年11月11日、181×257mm 本文215頁）[JEUX D`ESPRIT]を発行 [4]